# Too Much Mustard
Too Much Mustard (engelska) eller Tres Moutarde (franska), svensk översättning "För mycket senap", är en ragtime-/jazzlåt (Turkey trot) skriven 1911 av Cecil Macklin (med text av Allan Roberts). Den blev en hit på båda sidor Atlanten. Låten framfördes av bland andra Europe's Society Orchestra, Paul Whiteman och Teresa Brewer.